# Primula listeri
Primula listeri är en viveväxtart som beskrevs av George King och Joseph Dalton Hooker. Primula listeri ingår i släktet vivor, och familjen viveväxter. Inga underarter finns listade i Catalogue of Life.